# Laternaria subocellata
Laternaria subocellata är en insektsart som först beskrevs av Gutrin-mtneville 1840.  Laternaria subocellata ingår i släktet Laternaria och familjen lyktstritar. Inga underarter finns listade i Catalogue of Life.